# Small Planet Airlines (Estland)
Small Planet Airlines war eine estnische Tochtergesellschaft der gleichnamigen litauischen Charterfluggesellschaft Small Planet Airlines. Sie entstand im Juli 2010 aus der 2009 gegründeten FlyLAL Charters Estonia.
Die einzige Maschine der Gesellschaft wurde ab Mitte April 2011 bis zu deren Betriebseinstellung im Dezember 2011 für die schwedische Tor Air eingesetzt. Diese wurde daraufhin abgegeben, eine geplante Umbenennung der Gesellschaft in North Wind Airlines wurde nicht abgeschlossen. Im Jahr 2012 wurde die Gesellschaft schließlich aufgelöst.

## Flotte
Die Flotte der Small Planet Airlines Estonia bestand aus einer 1991 gebauten Boeing 737-300 mit dem Kennzeichen ES-LBD. Die Maschine wurde im Januar 2012 auf die litauische Schwestergesellschaft überschrieben.